# Naja annulifera
Naja annulifera este o specie de șerpi din genul Naja, familia Elapidae, descrisă de Peters 1854. Conform Catalogue of Life specia Naja annulifera nu are subspecii cunoscute.